# بلگریو، ویکتوریا
بلگریو (به انگلیسی: Belgrave) یک منطقهٔ مسکونی در استرالیا است که در ویکتوریا (استرالیا) واقع شده‌است.